# 黃流芳
黄流芳，字若瓒，號愷衷，廣東博羅縣人。明朝政治人物、進士出身。

## 生平
父黄需字惟溥，明经敎授。萬曆十七年（1589年）登己丑科進士，中贵贷之金，弗受。授吉水令，赋无羡入，文江堤圯，捐俸筑之，荐循良第一，擢松江府同知，却漕羡二千缗。丁父艰归，补寧國府郡丞。时太平守欲以厰务相委，力辞不就。宁国织造歲币必先献机様，流芳白罢之。郡故进棃栗，中贵横索，流芳第如故额而止。擢南户部员外郎，拮据于水兑马草场，九库中多冒滥，尽汰之。署扬州关，皆避羶处冷。三十三年十月出守池州府，时大水，拯饥弭乱，城东火延民居，望风叩拜，火辄返，民筑回风阁。纪录卓异，三十七年擢广西副使，会土司蚕食边界，下檄责之，遂归侵地。柳庆间多剧盗，率诸将削平之，四十年九月进廣西右参政、分守苍梧。自握宪至分藩，皆以廉节饬躬，文武将吏无敢以餽遗进者。会督抚征黎，召兵于苍梧，以议不合罢归，两台交章荐不起。与吉水邹元标善，尝语之曰：自安古处，恐难谐俗。流芳答曰：非欲立异，率吾性耳。年七十二卒。